# Вергун, Яков Пантелеймонович
Яков Пантелеймонович Вергун (20 апреля (3 мая) 1913, Саевка — 30 августа 1985, Днепропетровск) — майор Советской армии, участник Польского похода РККА и Великой Отечественной войны, Герой Советского Союза (1944).

## Биография
Родился 20 апреля (3 мая) 1913 года в селе Саевка (ныне — Пятихатский район Днепропетровской области Украины) в крестьянской семье. Мать — Оксана Климовна Вергун (1883—1973), отец — Пантелеймон Вергун, георгиевский кавалер.
В 1928 году окончил семь классов школы, в 1934 году — Днепропетровский институт социалистического воспитания, после чего работал учителем химии и биологии. С 1939 года был директором Куриловской средней школы в Петриковском районе. В 1939 году был призван на службу в Рабоче-крестьянскую Красную армию. Принимал участие в Польском походе РККА. В 1940 году вступил в ВКП(б).
С июня 1941 года — на фронтах Великой Отечественной войны. Первоначально был механиком-водителем танка, участвовал в битве за Москву. В 1942 году окончил Харьковское танковое училище, после чего был испытателем танков на Сталинградском танковом заводе. Принимал участие в Сталинградской и Курской битвах. К августу 1943 года капитан Яков Вергун был заместителем начальника штаба 181-й танковой бригады 18-го танкового корпуса 5-й гвардейской танковой армии Воронежского фронта.
В ночь с 5 на 6 августа 1943 года во главе группы из четырёх танков прорвался в город Золочев Харьковской области Украинской ССР. Используя преимущество внезапности, группе удалось уничтожить 170 автомашин, 8 цистерн с топливом, 16 тягачей, 3 самоходных орудия, 3 тяжёлых орудия, подбить 4 и захватить 2 танка, уничтожить около 220 вражеских солдат и офицеров. Во время этого боя проник в немецкий штаб, где гранатами уничтожил генерала и 8 офицеров. Когда его танк был подбит, он продолжил сражаться на захваченном танке до подхода основных советских сил. В дальнейшем во главе разведгруппы, удалившись по вражеским тылам на 200 километров от линии фронта, вышел к Полтаве, где добыл ценные разведданные. После освобождения Полтавы, находясь в авангарде корпуса, в кратчайшие сроки вышел к Днепру и в ночь с 28 на 29 сентября переправился через него в районе села Мишурин Рог Верхнеднепровского района Днепропетровской области. Принимал активное участие в боях за удержание и расширение плацдарма на западном берегу Днепра. Соединившись с основными силами бригады, участвовал в освобождении Пятихаток и Кривого Рога.
Указом Президиума Верховного Совета СССР «О присвоении звания Героя Советского Союза офицерскому, сержантскому и рядовому составу Красной Армии» от 22 февраля 1944 года за «образцовое выполнение боевых заданий командования при форсировании реки Днепр, развитие боевых успехов на правом берегу реки и проявленные при этом отвагу и геройство» был удостоен высокого звания Героя Советского Союза с вручением ордена Ленина и медали «Золотая Звезда» за номером 3592.
Участвовал в Кировоградской, Корсунь-Шевченковской, Уманско-Ботошанской операциях, освобождении Румынии, Болгарии, Югославии, Венгрии.
В 1944 году окончил Высшие академические курсы при Военной академии бронетанковых и механизированных войск. К концу войны был начальником разведки 18-го танкового корпуса 3-го Украинского фронта. Участвовал в Параде Победы. В 1948 году в звании майора был демобилизован.
В 1954 году окончил Криворожский педагогический институт, после чего работал преподавателем, директором школы, заведующим районным отделом народного образования. Проживал в Днепропетровске. Скончался 30 августа 1985 года, похоронен на Сурско-Литовском кладбище Днепропетровска.

## Награды
Почётный гражданин Золочева, Пятихаток и села Саевка. Также награждён орденом Александра Невского, двумя орденами Отечественной войны 1-й степени и одним — 2-й степени, двумя орденами Красной Звезды, а также рядом медалей.